# القصر (الواحات البحرية)
القصر هي إحدى القرى التابعة لمركز الواحات البحرية في محافظة الجيزة في جمهورية مصر العربية.